# 1929년 전국체육대회 씨름
1929년 전국체육대회 씨름은 일제강점기 조선 경성부에서 개최된 1929년 전국체육대회의 경기 종목이다. '제1회 전조선씨름대회'로 개최되었으며 1929년 9월 28일부터 9월 29일까지 휘문고등보통학교 운동장에서 개최되었다.

## 대회 진행
조선체육회는 조선씨름협회와 공동으로 제1회 전조선씨름대회를 개최했다. 제1회 전조선씨름대회는 1929년 9월 28일부터 9월 29일까지 일제강점기 조선 경성부에 있는 휘문고등보통학교 운동장에서 개최되었다.
중학부 종목에서 개인전과 단체전으로 나뉘어 진행되었고, 개인전에서는 결승에서 이도남이 최재빈을 상대로 이기며 우승을 차지했다. 중학부 단체 종목에는 경신학교, 휘문고등보통학교, 중동학교, 양정고등보통학교, 중앙고등보통학교, 협성실업학교, 보성고등보통학교, 숭인상업학교 등 8개 선수단이 참가하여 경신학교가 우승했다.

## 경기 결과

### 중학부 남자 개인
|  | 준결승 | 준결승 |        |    | 결승 | 결승 |
|  |        |        |        |    |      |      |
|  |        |        |        |    |      |      |
|  |        |        |        |    |      |      |
|  | 이도남 | 승     |        |    |      |      |
|  | 이도남 | 승     |        |    |      |      |
|  | 김윤성 | 패     |        |    |      |      |
|  | 김윤성 | 패     | 이도남 | 승 |      |      |
|  |        |        | 이도남 | 승 |      |      |
|  |        | 최재빈 | 패     |    |      |      |
|  | 최재빈 | 최재빈 | 패     | 승 |      |      |
|  | 최재빈 |        |        | 승 |      |      |
|  | 현명호 | 패     |        |    |      |      |
|  | 현명호 | 패     |        |    |      |      |

### 중학부 남자 단체
|  | 준결승           | 준결승           |          |   | 결승 | 결승 |
|  |                  |                  |          |   |      |      |
|  |                  |                  |          |   |      |      |
|  |                  |                  |          |   |      |      |
|  | 경신학교         | 3                |          |   |      |      |
|  | 경신학교         | 3                |          |   |      |      |
|  | 중동학교         | 2                |          |   |      |      |
|  | 중동학교         | 2                | 경신학교 | 7 |      |      |
|  |                  |                  | 경신학교 | 7 |      |      |
|  |                  | 보성고등보통학교 | 6        |   |      |      |
|  | 보성고등보통학교 | 보성고등보통학교 | 6        | 8 |      |      |
|  | 보성고등보통학교 |                  |          | 8 |      |      |
|  | 중앙고등보통학교 | 2                |          |   |      |      |
|  | 중앙고등보통학교 | 2                |          |   |      |      |

## 참고 문헌
- 대한체육회 (1990). 《대한체육회 70년사》.
- 대한체육회 (2011). 《대한체육회 90년사》.
- “제10회 전국체육대회 씨름 경기 결과”. 대한체육회.[깨진 링크(과거 내용 찾기)]